# Выборы губернатора Кировской области (2017)
Досрочные выборы губернатора Кировской области состоялись в Кировской области 10 сентября 2017 года в единый день голосования. Губернатор избирался сроком на 5 лет.
На 1 января 2017 года в Кировской области было зарегистрировано 1 083 060 избирателей.
Председатель Избирательной комиссии Кировской области — Алексей Круглов.

## Предшествующие события
На предыдущих выборах в 2014 году победу одержал Никита Белых, руководивший регионом с 2009 года. Срок полномочий истекал в сентябре 2019 года.
24 июня 2016 года Никита Белых был задержан в Москве при получении взятки. 25 июня Следственный комитет России предъявил Белых обвинение в получении взятки в особо крупном размере. В тот же день Басманным судом города Москвы он был арестован на два месяца. После его ареста обязанности губернатора Кировской области исполнял его заместитель Алексей Кузнецов.
28 июля 2016 года президент РФ Владимир Путин освободил Никиту Белых от должности губернатора Кировской области с формулировкой «в связи с утратой доверия». Исполняющим обязанности губернатора до выборов назначен руководитель Росреестра Игорь Васильев.

### Ключевые даты
- 8 июня 2017 года Законодательное собрание Кировской области назначило выборы на 10 сентября 2017 года (единый день голосования)[11].
  - 8 июня опубликован расчёт числа подписей, необходимых для регистрации кандидата[12].
  - с 9 по 29 июня — период выдвижения кандидатов[13].
  - агитационный период начинается со дня выдвижения кандидата и прекращается за одни сутки до дня голосования.
- с 11 по 26 июля — представление документов для регистрации кандидатов, к заявлениям должны прилагаться листы с подписями муниципальных депутатов[13].
- 9 сентября — день тишины.
- 10 сентября — день голосования.

## Выдвижение и регистрации кандидатов
В Кировской области кандидаты выдвигаются только политическими партиями, имеющими право участвовать в выборах, их региональными отделениями или порядком самовыдвижения. Для регистрации кандидатам, выдвинутых в порядке самовыдвижения, необходимо собрать подписи 0,5 % избирателей, то есть от 5416 до 5957 подписей.
Каждый кандидат при регистрации должен представить список из трёх человек, один из которых, в случае избрания кандидата, станет представителем правительства региона в Совете Федерации.

### Муниципальный фильтр
В Кировской области кандидаты должны собрать подписи 5 % муниципальных депутатов и глав муниципальных образований. Среди них должны быть подписи депутатов районных и городских советов и (или) глав районов и городских округов в количестве 5 % от их общего числа. При этом подписи нужно получить не менее чем в трёх четвертях районов и городских округов. По расчёту избиркома, каждый кандидат должен собрать от 218 до 228 подписей депутатов всех уровней и глав муниципальных образований, из которых от 43 до 45 — депутатов райсоветов и советов городских округов и глав районов и городских округов не менее чем 34 районов и городских округов республики.

## Кандидаты
| Кандидат         | Должность (на момент выдвижения)                                                                                              | Субъект выдвижения | Статус                                                     | Кандидаты в Совет Федерации |
| ---------------- | --- | ------------------ | ---------------------------------------------------------- | --------------------------- |
| Николай Барсуков | командир штаба общественной организации «Студенческие строительные отряды Кировской области», депутат Юрьянской районной Думы | Коммунисты России  | зарегистрирован                                            |                             |
| Игорь Васильев   | врио губернатора Кировской области                                                                                            | Единая Россия      | зарегистрирован                                            |                             |
| Антон Долгих     | юрист, директор Центра правовых экспертиз и защиты прав потребителей                                                          | самовыдвижение     | выбыл по личному заявлению                                 |                             |
| Николай Дубравин | директор ООО «Водоочистка», депутат Слободской городской думы, член ЛДПР                                                      | самовыдвижение     | отказано в регистрации (не преодолел муниципальный фильтр) |                             |
| Сергей Мамаев    | помощник депутата Госдумы | КПРФ               | зарегистрирован                                            |                             |
| Кирилл Черкасов  | депутат Госдумы, заместитель председателя комитета по экологии и охране окружающей среды                                      | ЛДПР               | зарегистрирован                                            |                             |

## Социологические исследования
| Опрос                             | Явка | Васильев | Мамаев | Черкасов | Барсуков | Испорчу бюллетень | Не пойду на выборы | Затруднились ответить |
| --------------------------------- | ---- | -------- | ------ | -------- | -------- | ----------------- | ------------------ | --------------------- |
| ВЦИОМ, 10-20 августа 2017         | -    | 49 %     | 6 %    | 5 %      | 2 %      | 1 %               | 9 %                | 27 %                  |
| ВЦИОМ прогноз, 10-20 августа 2017 | -    | 58,3 %   | 20,3 % | 16,6 %   | 1,8 %    | 3,0 %             | -                  | -                     |

## Итоги выборов

Карта явки на выборы.

| Место                       | Место                       | Кандидат                    | Партия                      | Голосов   | %       |
| --------------------------- | --------------------------- | --------------------------- | --------------------------- | --------- | ------- |
|                             | 1.                          | Игорь Васильев              | Единая Россия               | 209 402   | 64,03 % |
|                             | 2.                          | Сергей Мамаев               | КПРФ                        | 62 132    | 18,99 % |
|                             | 3.                          | Кирилл Черкасов             | ЛДПР                        | 32 814    | 10,03 % |
|                             | 4.                          | Николай Барсуков            | Коммунисты России           | 13 956    | 4,27 %  |
| Недействительных бюллетеней | Недействительных бюллетеней | Недействительных бюллетеней | Недействительных бюллетеней | 8711      | 2,66 %  |
| Всего                       | Всего                       | Всего                       | Всего                       | 327 015   | 100 %   |
|                             |                             |                             |                             |           |         |
| Действительных бюллетеней   | Действительных бюллетеней   | Действительных бюллетеней   | Действительных бюллетеней   | 318 304   | 97,34 % |
| Явка                        | Явка                        | Явка                        | Явка                        | 327 015   | 30,37 % |
| Общее число избирателей     | Общее число избирателей     | Общее число избирателей     | Общее число избирателей     | 1 076 750 |         |